# Dell Hymes
Dell Hathaway Hymes (7 juin 1927, Portland, Oregon - 13 novembre 2009, Charlottesville, Virginie) est un sociolinguiste, anthropologue et folkloriste américain dont le travail porte essentiellement sur les langues amérindiennes du Nord-Ouest Pacifique. Il a mis en place le modèle SPEAKING.

## Le modèle SPEAKING
En sociolinguistique, le modèle SPEAKING est un modèle mnémotechnique développé par Dell Hymes. Il s’agit d’un outil contribuant à identifier et catégoriser les composantes d’une interaction linguistique. Cet outil a été créé par Hymes qui pensait que pour parler convenablement une langue, il fallait non seulement en maîtriser le vocabulaire et la grammaire, mais aussi connaître le contexte d’emploi de chaque mot. Pour que sa pensée soit plus facilement mise en œuvre, Hymes l’a structurée en construisant l’acronyme S-P-E-A-K-I-N-G (pour setting and scene, participants, ends, acts sequence, key, instrumentalities, norms, & genre ou, comme il l’a proposé lui-même en français, P-A-R-L-A-N-T pour participants, actes, raison (résultats), localisation, agents, normes, ton) dans lequel il a regroupé les seize composantes qu’il avait identifiées en huit sections.
Le modèle contient seize composantes qui peuvent permettre d’analyser bon nombre d’éléments d’un discours : la forme du message, son contenu, le cadre et le moment de l’énonciation, l’émetteur, le récepteur, le destinataire, les buts, les finalités, le ton, les canaux, la forme discursive, les normes d’interaction, les normes d’interprétation et les genres de discours.

### Sections

#### "Setting et Scene"
"Setting refers to the time and place of a speech act and, in general, to the physical circumstances" (Setting (lieu et moment) renvoie au cadre et au moment de l’énonciation du discours, et de manière plus générale, aux circonstances physiques.) Le salon d’une maison peut faire office de cadre pour raconter une histoire. Scene renvoie au "psychological setting" (contexte psychologique) ou à la "cultural definition" (définition culturelle) d’une scène, avec des caractéristiques telles que le degré de formalité, les variations entre sérieux et plaisanterie. L’histoire peut être contée en famille, à l’occasion de l’anniversaire des grands-parents. La famille sera alors tantôt joyeuse et taquine, tantôt sérieuse et solennelle.

#### Participants
La catégorie "Participants" regroupe à la fois le locuteur, c'est-à-dire la personne qui parle, et celles qui écoutent. Une distinction est opérée entre les auditeurs auxquels on s'adresse et tout autre auditeur éventuellement présent,. Au cours du repas de famille, une tante peut raconter une histoire aux jeunes filles présentes, mais les garçons, bien qu’on ne leur adresse pas la parole, peuvent entendre cette histoire.

#### "Ends"
Objectifs, tant au niveau des intentions que des résultats. Une tante peut raconter une histoire sur la grand-mère dans le but de divertir l’ensemble des convives, apprendre une leçon aux jeunes femmes et célébrer la grand-mère.

#### "Act Sequence"
Constitue l’ordre chronologique de l’événement. L’histoire racontée par la tante peut ainsi surgir en réponse à un toast porté en l’honneur de la grand-mère. L’histoire, son déroulement et son développement sont le fait de la tante. Il peut y avoir des interruptions de part et d’autre au cours de la narration. Enfin, le groupe est susceptible d’applaudir à la fin de l’histoire et se tourner ensuite vers un autre sujet ou une autre activité.

#### "Key"
Aspects pouvant établir le ton, la manière ou l’état d’esprit ("tone, manner, or spirit") de la prise de parole. Pour taquiner la grand-mère, la tante est susceptible d’imiter la voix ou les mimiques de celle-ci, ou employer un ton sérieux afin de mettre l’accent sur la sincérité ou souligner l’admiration que l’histoire contée suscite.

#### "Instrumentalities"
Formes et registres de discours. La tante est susceptible de raconter son histoire dans un registre familier, avec de nombreuses variations dialectiques, ou d’employer un registre plus formel et des formes grammaticales soignées et conformes aux règles.

#### "Norms"
Règles sociales régissant l’événement et les comportements des participants. Si la tante raconte une histoire légère, les règles permettront probablement plus d’interruptions et d’ajouts de part et d’autre, ou des interruptions réservées aux femmes plus âgées du groupe. Une histoire plus sérieuse laissera certainement moins de place aux interruptions.

#### Genre
Type de discours, ou pour l’exemple employé ici, type d’histoire. La tante peut ainsi raconter une histoire sur la personnalité de la grand-mère, ou un exemplum pour donner en exemple un comportement. On retrouve des termes différents pour catégoriser les types de discours selon les disciplines d’étude. De même, les communautés linguistiques ont parfois des termes propres pour décrire ces types de discours.